# Rhamnus betulaefolia
Rhamnus betulaefolia es una especie de arbusto o pequeño árbol de la familia Rhamnaceae. Se encuentra en el norte de México en la cordillera de Sierra Madre Occidental, y en las montañas de las regiones desérticas del sudoeste de los Estados Unidos, en Arizona, Utah, Nuevo México y Texas; además en Sonora, Chihuahua, Durango y Nuevo León.

## Descripción
Rhamnus betulaefolia  tiene grandes hojas ovaladas y puede llegar a ser un árbol pequeño de 3-10 m de altura. Florece en primavera, en mayo-junio, seguido por los frutos de color negro-púrpura  en otoño. 

## Usos
La corteza interior fue masticada por los americanos nativos con fines medicinales.

## Taxonomía
Rhamnus betulaefolia fue descrita por Edward Lee Greene y publicado en Pittonia 3(13): 16, en el año 1896.
Etimología
Rhamnus: nombre genérico que deriva de un antiguo nombre griego para el espino cerval.
betulaefolia: epíteto que significa "con las hojas de Betula".
Sinonimia
- Frangula betulifolia
- Rhamnus betulifolia